# آق‌منغیت
آق‌منغیت (به ازبکی: Oqmangʻit، آق‌منغیت)(به قره‌قالپاقی: Aqmanǵıt، آق‌مانڭىُت) یک شهر در ازبکستان است که در شهرستان نوکاث واقع شده‌است. آق‌منغیت ۸٬۱۰۰ نفر جمعیت دارد.